# Середні гірські породи
Середні гірські породи (рос. средние горные породы, англ. intermediate rocks, neutral rocks, semibasic rocks; нім. intermediäre Gesteine n pl, neutrale Gesteine n pl, Mittelgesteine n pl) — магматичні (вивержені) гірські породи, що містять 53-64±2 % кремнезему. За хімічним і мінеральним складом середні гірські породи поділяються на дві гілки: нормальну і сублужну (калієву). До нормального ряду належать діорити і їх аналоги андезибазальти (андезитобазальти), а також кварцові діорити і їх ефузивний еквівалент — андезити. До сублужного ряду належать вапняно-лужні сієніти і їх аналоги — трахіти, а також перехідні породи від діоритів до сієнітів — монцодіорити і монцоніти і від андезитів до трахітів — латити. Часто виділяють також третю — лужну гілку середніх гірськіх порід, відносячи до неї лужні сієніти і лужні трахіти.
B мінеральному складі глибинних середніх гірськіх порід нормального ряду домінують середній плагіоклаз — андезин і звичайна рогова обманка; нерідко з'являються також піроксени (в основному авгіт) і біотит. У середніх гірськіх породах сублужного ряду значна кількість калієвого польового шпату, a основність плагіоклазу може знижуватися до олігоклазу. У вкраплениках ефузивних середніх гірськіх порід плагіоклаз зазвичай представлений лабрадором, або основним андезином, a у мікролітах — андезином або олігоклазом; серед темноколірних мінералів у вкраплениках переважають піроксени. Вміст кварцу в найбільш кислих членах групи (кварцових діоритах) до 20 %, у діоритах і сієнітах до 5 %.
За поширеністю в земній корі серед середніх гірськіх порід глибинні породи різко поступаються виливним, насамперед андезитам, що займають 2-e місце після базальтів (близько 23 % усіх вивержених порід); особливо поширені андезити й андезито-базальти в зонах континентальних окраїн і острівних дуг. Інтрузивні середні гірські породи набагато менш поширені і складають, як правило, невеликі масиви, з якими нерідко бувають пов'язані рудні родовища. Лужні й сублужні середні гірські породи зустрічаються головним чином в областях тектономагматичної активізації.